# Vườn quốc gia Kirirom
Vườn quốc gia Kirirom (tiếng Khmer: ឧទ្យានជាតិគិរីរម្យ - Outtyeancheat Kirirom), tên chính thức là Vườn quốc gia Preah Suramarit-Kossamak Kirirom (tiếng Khmer: ឧទ្យានជាតិព្រះសុរាម្រិត-កុសុមៈ គិរីរម្យ - Outtyeancheat Preah Suramarit-Kossamak Kirirom) là một vườn quốc gia của Campuchia, nằm các Phnôm Pênh 112 km, trên tuyến Quốc lộ 4 đi Sihanoukville. Phần lớn diện tích của nó nằm tại huyện Phnom Sruoch thuộc Kampong Speu còn một phần nhỏ nằm tại Koh Kong.

## Ý nghĩa
"Kirirom" có nghĩa là "Ngọn núi hạnh phúc". Tên này đã được vua Monivong đặt cho khu vực trong những năm 1930. Tên cũ của nơi này là Phnom Vorvong Sorvong cho hai ngọn đồi chính có liên quan đến truyền thuyết nổi tiếng của Campuchia về hai anh em hoàng tử anh hùng, Vorvong và Sorvong.

## Mô tả
Vườn quốc gia này trải dài trên phần phía đông của dãy Phnom Kravanh, ở độ cao 675 m trên mực nước biển, là vườn quốc gia đầu tiên chính thức được thành lập tại Campuchia..
Vườn quốc gia chứa nhiều lối đi bộ xuyên qua các khu rừng với nhiều hồ và thác nước nhỏ, từng là nơi ẩn náu của Khmer Đỏ.